# Hedysarum kemulariae
Hedysarum kemulariae là một loài thực vật có hoa trong họ Đậu. Loài này được Sachokia & Chinth. miêu tả khoa học đầu tiên.